# 奥平貞虎
奥平 貞虎（おくだいら さだとら、寛文8年（1668年） - 宝永7年10月6日（1710年11月26日））は、江戸時代前期の伊予松山藩の家老、奥平藤左衛門家3代当主。
父は奥平貞守。養子は奥平貞継。通称は又次郎、内匠、源兵衛、藤左衛門。

## 生涯
寛文8年（1668年）11月、伊予松山藩の家老奥平貞守の子として松山に生まれる。貞享元年（1685年）、老父の隠居により家督と知行2500石を相続（同年に父死去）。元禄4年（1691年）、江戸家老となる。元禄7年（1694年）、幕府より、藩主松平定直が江戸城西ノ丸普請の助役を命ぜられ、その惣奉行を務める。元禄12年（1699年）、500石の加増を受ける。宝永2年（1705年）、将軍世子徳川家宣の権大納言昇進のため、名代の御使となった定直の共をして上京、宮中参内に供奉する。宝永7年（1710年）、地理誌『予陽郡郷俚諺集』を編纂する。
同年10月6日死去。享年43。家督は養子の貞継が相続した。